# SVリーグ
SVリーグ（SV.LEAGUE）は、2024年10月に最初のシーズンが開幕した、日本の男子と女子のセミプロバレーボールリーグである。主催は一般社団法人SVリーグ。

## 概要
2023/24シーズンまで行われてきたV.LEAGUEを再編成し、「世界最高峰のリーグを目指す」をコンセプトに新設されるトップリーグがSVリーグである。

### 再編成までの経緯
日本のバレーボールのトップリーグであるVリーグは将来の完全プロ化を念頭に、2022年10月、当時のV.LEAGUEを発展させた新リーグの結成を明言し、それにのっとって2023年2月、2024年秋からのシーズン（本シーズン）からそれを実行に移すことを正式に発表した。同リーグは「世界最高基準のリーグを目指す」ことをテーマに、2023-24シーズンの男女とも3クラス（2022-23シーズンまでは女子は2クラス）あったリーグ所属のすべてのチームを一度平等な形にし、新しいライセンス制度の骨格に基づき、1部に最大16チーム、その下に2部リーグを作ることを計画した。チェアマン・大河正明は「トップリーグ（当時V1）はこれまでのリーグに事業規模・ガバナンスを含め、1階層上の世界最高峰のリーグを作って上に載せるイメージ。2030年までには男女14チーム以上にしたい」とし、暫定的に企業チームなどのクラブにも出場する権利を与えるが、「地域や社会とつながることを意識し、チーム名にはホームタウンの自治体名を入れることに合意している。どの試合もチケットを購入してもらう時点でプロだと思うので、それにふさわしいファンサービスなどはしっかりしてほしい」とした。
そして、2023年4月、新1部リーグを「SV.LEAGUE」、新2部リーグを「V.LEAGUE」とすることを決め、この「S」は、「Strong（強く）、Spread（広く）、Society（社会）」の3つの理念を意味する。
2023年6月、この新リーグ出場に際して必要とされるライセンスの骨格を発表。大きく1部に当たる「SVライセンス」と2部に当たる「Vライセンス」の2階級としている。なおSVライセンスを申請後、アリーナ基準・要件、並びに売上高を除く一部のライセンス基準を満たすクラブに対してはSV参戦を目指す「SV準加盟クラブ」とみなしたうえで、Vライセンスを交付させる。ライセンスの申請は同年8月1日-11月30日に募集し、審査・理事会を経て2024年4月に第1回のライセンス交付結果を発表するとしている。
その後2024年3月21日と4月17日の2回に分けて発表されたライセンス交付結果により、SVライセンスは男子11、女子14クラブ、Vライセンスは男子18、女子11クラブに交付することが発表された。なお男子リーグ戦については、SVライセンスが11クラブと奇数になってしまうため、クボタスピアーズ大阪については相対評価に基づいてVリーグへ参加させることを発表し、本年度の男子はSVリーグ10、Vリーグ19クラブとして行うことになった。
2024年4月17日、主催者であるジャパンバレーボールリーグは、T&D保険グループ傘下の大同生命保険株式会社とタイトル・パートナー協賛（冠スポンサー）契約を同日から2030年6月30日までの6シーズンにわたり締結（契約金額未公表）し、リーグ戦の名称を「大同生命SV.LEAGUE」とすることを正式に発表した。またこれまでのV.LEAGUEは全ディビジョンとも、一般社団法人・ジャパンバレーボールリーグ（JVL）が主催していたが、2024年7月1日にこれを2団体に分割し、SV.LEAGUEを主催する「一般社団法人・SVリーグ」と、V.LEAGUEを主催する「（新）一般社団法人・ジャパンバレーボールリーグ」とに分けて事業譲渡することも発表され、これに伴い、存続法人たる「SVリーグ」はSVリーグ会員のみ参加し、SVリーグ会員を除く一部社員（加盟クラブ）の退会を承認し、これらにかかる定款など一部変更を行う。

## 試合形式
男子
- レギュラーシーズンはホーム・アンド・アウェー方式で各クラブ44試合（うちホーム22試合）。
- レギュラーシーズン上位6クラブがチャンピオンシップ進出。3－6位がクォーターファイナルを戦い、その勝者と上位2クラブでセミファイナル、その勝者同士によるファイナルで優勝を決める。

女子
- レギュラーシーズンはホーム・アンド・アウェー方式で各クラブ44試合（うちホーム22試合）。
- レギュラーシーズン上位8クラブがチャンピオンシップ進出。クォーターファイナル勝者でセミファイナル、その勝者同士によるファイナルで優勝を決める。

## クラブ一覧

### 男子
| ブロック | チーム名                 | ホームタウン | ホームアリーナ                                 | 2023-24 所属 | 過去の名称             | 備考 |
| -------- | ------------------------ | ------------ | ---------------------------------------------- | ------------ | ---------------------- | ---- |
| 北海道   | ヴォレアス北海道         | 北海道旭川市 | リクルートスタッフィング リック&スー旭川体育館 | V1           |                        |      |
| 関東     | 東京グレートベアーズ     | 東京都渋谷区 | 国立代々木競技場第二体育館                     | V1           |                        |      |
| 中部     | VC長野トライデンツ       | 長野県松本市 | エア・ウォーターアリーナ松本                   | V1           |                        |      |
| 中部     | 東レアローズ静岡         | 静岡県三島市 | 三島市民体育館                                 | V1           | 東レアローズ           |      |
| 中部     | ジェイテクトSTINGS愛知   | 愛知県岡崎市 | 岡崎中央総合公園総合体育館                     | V1           | ジェイテクトSTINGS     |      |
| 中部     | ウルフドッグス名古屋     | 愛知県稲沢市 | エントリオ                                     | V1           |                        |      |
| 近畿     | 大阪ブルテオン           | 大阪府枚方市 | パナソニックアリーナ                           | V1           | パナソニックパンサーズ |      |
| 近畿     | サントリーサンバーズ大阪 | 大阪府大阪市 | Asueアリーナ大阪                               | V1           | サントリーサンバーズ   |      |
| 近畿     | 日本製鉄堺ブレイザーズ   | 大阪府堺市   | 大浜だいしんアリーナ                           | V1           |                        |      |
| 中国     | 広島サンダーズ           | 広島県広島市 | 広島グリーンアリーナ                           | V1           | JTサンダーズ広島       |      |

### 女子
| ブロック | チーム名                     | ホームタウン       | ホームアリーナ                     | 2023-24 所属 | 過去の名称                                   | 備考 |
| -------- | ---------------------------- | ------------------ | ---------------------------------- | ------------ | -------------------------------------------- | ---- |
| 東北     | アランマーレ山形             | 山形県天童市       | 山形県総合運動公園体育館           | V1           | プレステージ・インターナショナルアランマーレ |      |
| 東北     | デンソーエアリービーズ       | 福島県郡山市       | 宝来屋郡山総合体育館               | V1           |                                              |      |
| 関東     | Astemoリヴァーレ茨城         | 茨城県ひたちなか市 | ひたちなか市総合運動公園総合体育館 | V1           | 日立Astemoリヴァーレ                         |      |
| 関東     | 群馬グリーンウイングス       | 群馬県前橋市       | ヤマト市民体育館前橋               | V2           |                                              |      |
| 関東     | 埼玉上尾メディックス         | 埼玉県上尾市       | 埼玉県立武道館                     | V1           |                                              |      |
| 関東     | NECレッドロケッツ川崎        | 神奈川県川崎市     | 川崎市とどろきアリーナ             | V1           | NECレッドロケッツ                            |      |
| 中部     | KUROBEアクアフェアリーズ富山 | 富山県黒部市       | 黒部市総合体育センター             | V1           | KUROBEアクアフェアリーズ                     |      |
| 中部     | PFUブルーキャッツ石川かほく  | 石川県かほく市     | とり野菜みそ BLUECATS ARENA        | V1           | PFUブルーキャッツ                            |      |
| 中部     | クインシーズ刈谷             | 愛知県刈谷市       | ウィングアリーナ刈谷               | V1           | トヨタ車体クインシーズ                       |      |
| 近畿     | 東レアローズ滋賀             | 滋賀県大津市       | 滋賀ダイハツアリーナ               | V1           | 東レアローズ                                 |      |
| 近畿     | 大阪マーヴェラス             | 大阪府大阪市       | Asueアリーナ大阪                   | V1           | JTマーヴェラス                               |      |
| 近畿     | ヴィクトリーナ姫路           | 兵庫県姫路市       | ヴィクトリーナ・ウインク体育館     | V2           |                                              |      |
| 中国     | 岡山シーガルズ               | 岡山県岡山市       | ジップアリーナ岡山                 | V1           |                                              |      |
| 九州     | SAGA久光スプリングス         | 佐賀県鳥栖市       | SAGAアリーナ                       | V1           | 久光スプリングス                             |      |

## 準加盟クラブ

### 男子
| ブロック | チーム名 （呼称）      | ホームタウン | ホームアリーナ          | SVライセンス 取得状況 | 2023-24 所属 | 過去の名称       | 備考                                                                        |
| -------- | ---------------------- | ------------ | ----------------------- | --------------------- | ------------ | ---------------- | --------------------------------------------------------------------------- |
| 北海道   | 北海道イエロースターズ | 北海道札幌市 | 北ガスアリーナ札幌46    | ○                     | V2           |                  | SVライセンスは交付されたが、SVリーグのチーム数が奇数となるためVリーグ所属。 |
| 関東     | レーヴィス栃木         | 栃木県足利市 | FUKAI SQUARE GARDEN足利 | -                     | 地域         |                  | 2024年9月の理事会で承認                                                     |
| 近畿     | クボタスピアーズ大阪   | 大阪府大阪市 | Asueアリーナ大阪        | △                     | V2           | クボタスピアーズ |                                                                             |

### 女子
| ブロック | チーム名 （呼称）        | ホームタウン       | ホームアリーナ               | SVライセンス 取得状況 | 2023-24 所属 | 過去の名称                             | 備考 |
| -------- | ------------------------ | ------------------ | ---------------------------- | --------------------- | ------------ | -------------------------------------- | ---- |
| 中部     | 信州ブリリアントアリーズ | 長野県上田市       | 上田市自然運動公園総合体育館 | -                     | V2           | ルートインホテルズブリリアントアリーズ |      |
| 中部     | ブレス浜松               | 静岡県浜松市浜名区 | 浜松アリーナ                 | ×                     | V2           |                                        |      |

### 過去の準加盟クラブ

#### 女子
| ブロック | チーム名 （呼称） | ホームタウン | ホームアリーナ       | 2023-24 所属 | 過去の名称 | 備考                                   |
| -------- | ----------------- | ------------ | -------------------- | ------------ | ---------- | -------------------------------------- |
| 北海道   | アルテミス北海道  | 北海道札幌市 | 北ガスアリーナ札幌46 | V3           |            | 2024年4月に認定されるも、同年9月に脱退 |

## 中継

### 日本国内
初年度となる2024-25シーズンはJ SPORTSと放映権契約を結び、同社の定額制動画配信サービスであるJ SPORTSオンデマンドにて男女全試合独占ライブ配信を行っている。ABEMA de J SPORTSでは、各節において男女各2試合無料ライブ配信。衛星放送（J SPORTS 1/2/3/4）でも各節2試合程度生中継する他、『SVリーグ 2024-25 ナビ』などの関連番組を放送。なお、J SPORTSではインカレ及び旧春高バレーの放送実績はあるが、トップリーグの放送はこれが初となる。2025-26シーズンよりU-NEXTにも「J SPORTS バレーボールパック」として提供予定。
サブライセンスとして旧Vリーグに続きフジテレビとGAORAも放送限定で放映権を獲得。2024年10月11日に行われる男子のオープニングマッチであるサントリーサンバーズ大阪 vs 大阪ブルテオンは地上波で全国生中継（延長の場合BSフジ182chで試合終了まで放送予定だった）、フジテレビONEにて翌日未明（同日深夜）に完全版を放送した。翌12日に行われるNECレッドロケッツ川崎 vs 埼玉上尾メディックスはBSフジとフジテレビNEXTにて生中継。フジテレビNEXTでは以降もサントリー戦など注目試合を生中継中心に放送し、BSフジでも中継する試合もある。GAORAは関西のクラブのホームゲーム生中継を中心とする。
2025年1月5日の大阪B vs ジェイテクトSTINGS愛知よりBS12でも適宜中継を行っている。
2025年3月9日のサントリー vs 大阪Bと、3月16日のSAGA久光スプリングス vs NECはともにNHK総合テレビで生中継されており、男子は開幕戦の同一カード以来、女子は初の地上波全国中継となる。なお、地上波ローカル中継については各クラブホームタウンのNHK・民放各局により適宜行われている。
チャンピオンシップはJ SPORTSオンデマンドとフジテレビNEXT、ファイナルは加えてBS局（男子GAME1：BS-TBS、女子GAME1：BS10、GAME2・3：NHK BS）でも生中継。ファイナルGAME1はともにABEMAでも無料生中継。
2025-26シーズンの開幕戦は男女ともNHK BSにて放送予定。

### 日本国外
タイでは衛星ケーブルテレビ局であるトゥルー・ビジョンにてタイ人選手所属クラブの試合を中心に週数試合中継している。
日本、タイ、インドネシア、韓国、フィリピン、ベトナム、台湾を除く全世界向けにVBTVでライブ配信を行っている。

## 今後の予定
2026-27シーズン
- 選手・クラブのプロ化[28]。
- オンザコートルール（外国籍）を2名から3名に引き上げ（アジア枠は1名のまま）[28]。
- 男子の12クラブへのエクスパンション[29]
- 女子の東西カンファレンス制と入れ替え戦導入[29]。
- 新たに2部相当のリーグとして「SVリーグ・グロース」を創設[30]。女子のSVグロース優勝がSVライセンス保持クラブの場合、入れ替え戦に進める。

2027-28シーズン以降
- 男子の16クラブへのエクスパンション。